# グロサー・プライス・デス・カントン・アールガウ
グロサー・プライス・デス・カントン・アールガウ（Grosser Preis des Kantons Aargau）は、例年6月上旬、スイス、アールガウ州で開催されている、自転車競技・ロードレースのワンデイレースの名称。2010年まではUCIヨーロッパツアー1.HCカテゴリだったが、2011年は同1.1に格下げされた。2014年に再度、1.HCに昇格。2020年に再度、1.1に降格。
なお、デス・カントン・アールガウとは、アールガウ州という意味である。フランス語では、グランプリ・デュ・カントン・ダルゴヴィ(Grand Prix du canton d'Argovie)という。GP・カントン・アールゴーという名称もよく使用されている。

## 歴代優勝者
| 年   | 優勝者                           | 国籍     |
| ---- | -------------------------------- | -------- |
| 1964 | ジャン・ラウウェルス             | ベルギー |
| 1965 | ジャン・スタブリンスキ           | フランス |
| 1966 | ヴィルフリート・ペフゲン         | ドイツ   |
| 1967 | エドワルト・セルス               | ベルギー |
| 1968 | ウィリー・フェケマンス           | ベルギー |
| 1969 | ワルテル・ホデフロート           | ベルギー |
| 1970 | エリック・デフラミンク           | ベルギー |
| 1971 | ミシェル・ペラン                 | フランス |
| 1972 | ジョルジュ・パンタン             | ベルギー |
| 1973 | マリーノ・バッソ                 | イタリア |
| 1974 | ジャチント・サンタンブロージョ   | イタリア |
| 1975 | アンドレ・ディリックス           | ベルギー |
| 1976 | ロイ・スヒュイテン               | オランダ |
| 1977 | ディートリヒ・テュラウ           | ドイツ   |
| 1978 | シモーネ・フラッカロ             | イタリア |
| 1979 | ジュゼッペ・サロンニ             | イタリア |
| 1980 | パトリック・ペヴェナーフ         | ベルギー |
| 1981 | ダニエル・ギージガー             | スイス   |
| 1982 | ジャック・ハネフラーフ           | オランダ |
| 1983 | ジークフリート・ヘキーミ         | スイス   |
| 1984 | フェルディ・ファンデンハウト     | ベルギー |
| 1985 | ウルス・フロイラー               | スイス   |
| 1986 | フランク・ホスト                 | ベルギー |
| 1987 | アドリ・ファンデルプール         | オランダ |
| 1988 | アルヤン・ヤフト                 | オランダ |
| 1989 | パオロ・ロゾーラ                 | イタリア |
| 1990 | アドリ・ファンデルプール         | オランダ |
| 1991 | サミー・モレールス               | ベルギー |
| 1992 | ウーヴェ・アンプラー             | ドイツ   |
| 1993 | ジャンニ・ブーニョ               | イタリア |
| 1994 | パスカル・リシャール             | スイス   |
| 1995 | パスカル・リシャール             | スイス   |
| 1996 | ファブリツィオ・ギディ           | イタリア |
| 1997 | ウード・ベルツ                   | ドイツ   |
| 1998 | ミケーレ・バルトリ               | イタリア |
| 1999 | ロマーンス・ヴァインシュタインス | ラトビア |

| 年   | 優勝者                                                     | 国籍                                                       |
| ---- | ---------------------------------------------------------- | ---------------------------------------------------------- |
| 2000 | シュテフェン・ヴェーゼマン                                 | ドイツ                                                     |
| 2001 | カルステン・クローン                                       | オランダ                                                   |
| 2002 | ジュゼッペ・パルンボ                                       | イタリア                                                   |
| 2003 | マルティン・エルミガー                                     | スイス                                                     |
| 2004 | マッテオ・トザット                                         | イタリア                                                   |
| 2005 | アレクサンドレ・モース                                     | スイス                                                     |
| 2006 | ベアート・ツベルク                                         | スイス                                                     |
| 2007 | ジョン・ガドレ                                             | フランス                                                   |
| 2008 | ロワイ・モンドリ                                           | フランス                                                   |
| 2009 | ペーター・ヴェリトス                                       | スロバキア                                                 |
| 2010 | クリストフ・ファンデワル                                   | ベルギー                                                   |
| 2011 | ミヒャエル・アルバジーニ                                   | スイス                                                     |
| 2012 | セルゲイ・ラグティン                                       | ウズベキスタン                                             |
| 2013 | ミヒャエル・アルバジーニ                                   | スイス                                                     |
| 2014 | シモン・ゲシュケ                                           | ドイツ                                                     |
| 2015 | アレクサンダー・クリストフ                                 | ノルウェー                                                 |
| 2016 | ジャコモ・ニッツォーロ                                     | イタリア                                                   |
| 2017 | サーシャ・モドロ                                           | イタリア                                                   |
| 2018 | アレクサンダー・クリストフ                                 | ノルウェー                                                 |
| 2019 | アレクサンダー・クリストフ                                 | ノルウェー                                                 |
| 2020 | 新型コロナウイルス感染症の世界的流行 (2019年-)により未開催 | 新型コロナウイルス感染症の世界的流行 (2019年-)により未開催 |
| 2021 | イーデ・スヘリン                                           | オランダ                                                   |
| 2022 | マルク・ヒルシ                                             | スイス                                                     |
| 2023 | ティボー・ネイス                                           | ベルギー                                                   |
| 2024 | マキシム・ファンヒルス                                     | ベルギー                                                   |
| 2025 | ニールソン・パウレス                                       | アメリカ合衆国                                             |